# Estación de Mabillon
La estación de Mabillon es una estación de la línea 10  del metro de París situada en el distrito VI de la ciudad.

## Historia
La estación fue abierta el  10 de marzo de 1925.
Debe su nombre a Jean Mabillon, escritor y erudito.

## Descripción
Se compone de dos andenes laterales curvados de 75 metros de longitud y de dos vías.
Está diseñada en bóveda elíptica revestida casi totalmente de los clásicos azulejos blancos biselados del metro parisino, con la única excepción del zócalo que es de color marrón. Los paneles publicitarios emplean un fino marco dorado con adornos en la parte superior. 
Su iluminación ha sido renovada empleando el modelo vagues (olas) con estructuras casi adheridas a la bóveda que sobrevuelan ambos andenes proyectando la luz en varias direcciones.
La señalización por su parte usa la tipografía CMP donde el nombre de la estación aparece sobre un fondo de azulejos azules en letras blancas. Por último, los asientos de la estación son de color naranja, individualizados y de tipo Motte.